# Вест-Стокбридж (Массачусетс)
Вест-Стокбридж (англ. West Stockbridge) — місто (англ. town) в США, в окрузі Беркшир штату Массачусетс. Населення — 1343 особи (2020).

## Демографія
Згідно з переписом 2010 року, у місті мешкало 1306 осіб у 593 домогосподарствах у складі 379 родин. Було 856 помешкань
Расовий склад населення:
| - 96,0 % — білих - 1,4 % — азіатів - 1,1 % — чорних або афроамериканців |

До двох чи більше рас належало 1,1 %. Частка іспаномовних становила 0,9 % від усіх жителів.
За віковим діапазоном населення розподілялося таким чином: 17,4 % — особи молодші 18 років, 62,3 % — особи у віці 18—64 років, 20,3 % — особи у віці 65 років та старші. Медіана віку мешканця становила 52,5 року. На 100 осіб жіночої статі у місті припадало 92,6 чоловіків;  на 100 жінок у віці від 18 років та старших — 90,6 чоловіків також старших 18 років.
Середній дохід на одне домашнє господарство  становив 98 398 доларів США (медіана — 76 518), а середній дохід на одну сім'ю — 126 357 доларів (медіана — 98 438). Медіана доходів становила 56 406 доларів для чоловіків та 39 063 долари для жінок. За межею бідності перебувало 7,0 % осіб, у тому числі 5,0 % дітей у віці до 18 років та 4,4 % осіб у віці 65 років та старших.
Цивільне працевлаштоване населення становило 662 особи. Основні галузі зайнятості: освіта, охорона здоров'я та соціальна допомога — 34,3 %, роздрібна торгівля — 14,7 %, фінанси, страхування та нерухомість — 10,4 %, науковці, спеціалісти, менеджери — 10,3 %.